# Орден Меча
О́рден Меча́ (швед. Svärdsorden) — государственная награда Королевства Швеция.

## История
Орден был учреждён в 1522 году королём Густавом Васой, восстановлен 23 февраля 1748 года Фредриком I и подтверждён королём Адольфом Фредриком. 26 ноября 1798 король Густав IV Адольф дал ордену новый статут.
Орденом Меча награждались только отличившиеся в военном деле, и число его кавалеров орденским статутом не определялось. Орден Меча сначала имел две степени. В 1772 году король Густав III установил ещё одну, высшую, степень ордена — Большой крест. В 1788 году Густав III учредил новый знак отличия ордена — крест с брошью в виде меча, который вручался только тем, кто одержал над неприятелем знаменитую победу. 
В настоящее время орден Меча разделён на шесть степеней: пять из них предназначены для награждения офицеров, а шестая, «Военный крест», вручается нижним воинским чинам (учреждён в 1850 году). Орден также имеет медаль заслуг (учреждена в 1850 году). Большим крестом и крестом командора I класса награждаются только генералы и полковники, крестами командора и рыцаря I класса — исключительно за военные подвиги. Орден Меча степени рыцаря вручается офицерам в мирное время за выслугу 20 лет в офицерском чине, в военное время — в сокращённые сроки, раненным этот знак отличия жалуется без определённого срока.
Для кавалеров двух высших степеней ордена существовало особое орденское одеяние, которое они надевали в установленный день орденского праздника, при возведении в командорское достоинство и в других торжественных случаях.
С 1974 года дабы обеспечить «равенство всех граждан Швеции», пожалование Королевских Орденов производится только среди Членов Шведского Королевского Дома, а также иностранцев за усилия на благо Швеции и её интересов.
Все прошедшие десятилетия немало представителей общественности считали данное правило несправедливым по отношению к шведским гражданам.
Благодаря подписям, собранным Шведским Фалеристическим обществом, с 2018 года в межпарламентском комитете обсуждался вопрос о восстановлении награждения граждан Швеции.
Идея о наградной реформе была поддержана положительными отзывами от 81-го ведомства, учебных заведений, учреждений науки и культуры, общественных организаций.
19 апреля 2022 года Правительство Швеции внесло в Риксдаг 51-страничный законопроект N 2021/22:232, предполагающий реформу наградной системы страны.
Согласно законопроекту будет установлено награждение военных — Королевским Орденом Меча, госслужащих — Королевским Орденом Полярной звезды и частных лиц — Королевским Орденом Вазы.
15 июня 2022 года Риксдаг Швеции после четырехчасового обсуждения практически единогласно утвердил закон N 2021/22:232, внесенный 19 апреля 2022 года Правительством Швеции о реформе наградной системы страны.
Кандидатуры на награждение будут рассматриваться специальной комиссией Шведской Королевской Академии наук и утверждаться правительством.

## Степени
Орден имеет пять степеней:
- — Командор Большого креста (Командор с цепью) (KmstkSO) (с 1772)
- — Командор I класса (KSO1kl)
- — Командор (KSO) (с 1873)
- — Рыцарь I класса  (RSO1kl)
- — Рыцарь (RSO) (с 1889)

К ордену также относятся:
- Рыцарь Большого креста[швед.] I класса (RmstkSO1kl) (с 1788)
- Рыцарь Большого креста (RmstkSO) (с 1814)
- Военный крест (Svm) (с 1850)
- Золотая медаль заслуг (SvGM) (с 1875)
- Серебряная медаль заслуг  (SvSM) (с 1850)

Число кавалеров Большого креста и командоров I класса было ограничено — 24 человека, не считая иностранцев, возведённых в это достоинство.

## Знаки ордена
Командор Большого креста
Золотой, покрытый с обеих сторон белой эмалью, крест мальтийского типа, плечи которого расположены по диагонали (Андреевский крест), с шариками на концах. В центре, покрытый синей эмалью медальон, на котором вертикально стоящий, остриём вверх, меч, окружённый тремя шведскими коронами. С оборотной стороны креста такой же медальон, на котором вертикально, остриём вверх, шпага, пронзающая лавровый венец, над которым по дуге надпись PRO PATRIA («За отечество»). Все изображения на медальонах — золотые.
Между сторонами креста — золотые шведские короны и золотые же, покрытые синей эмалью, мечи (по два сверху и снизу и по одному по бокам), перевитые золотой лентой.
Крест подвешен к золотой королевской короне.
Звезда Большого креста — большой, серебряный, мальтийского типа крест с шариками на концах. Между сторонами креста серебряные лучи (ромбы), поверх которых золотые шведские короны. В центре звезды — золотой, покрытый синей эмалью медальон с мечом и тремя коронами.
Цепь Большого креста состоит из 18 звеньев: 9 перевитых лентой мечей и 9 картушей.
Лента — жёлтая с узкими голубыми полосками по краям.
Кавалеры Большого креста носят знак на широкой ленте через правое плечо и звезду на левой стороне груди. В особо торжественных случаях знак носится на цепи. 
Командор I класса
Такой же крест, несколько меньшего размера, носимый на узкой ленте на шее.
Звезда — такая же, как у степени Большого креста, но без корон и лучей (ромбов).
Командор
Такой же, как у командора I класса, крест, носимый на узкой ленте на шее.
Рыцарь I класса
Такой же крест, но ещё более меньшего размера и без мечей по бокам и снизу креста и без обвивающей их ленты.
Носится на узкой ленте на груди (в петлице).
Рыцарь
Такой же, как у рыцаря I класса, крест, но не золотой, а серебряный.
Носится на узкой ленте на груди (в петлице).
Рыцарь Большого креста (в двух степенях)
Такой же, как у рыцаря I класса, носимый на узкой ленте на шее. К кресту старшей степени (I класса) полагается брошь в виде миниатюрного меча, носимая на левой стороне груди (её можно увидеть на парадных портретах Александра I, М. Б. Барклая-де-Толли, Л. Л. Беннигсена, Ф. Ф. Винцингероде и др.); к кресту младшей степени — брошь в виде двух скрещенных мечей, так же носимая на левой стороне груди.
Большим рыцарским крестом могли наградить только в военное время (войны с Россией (1788—1790 и 1808—1809), Наполеоновской Францией (1805—1810 и 1813—1814), Данией (1808—1809). Исключением были награждения Э. де Богарне (1823), Наполеона III (1861) и К. Г. Э. Маннергейма (1942). Большим рыцарским крестом I класса награждали высших офицеров начиная с командира дивизии, Большим рыцарским крестом — полковых офицеров, начиная с командира батальона.
Военный крест
Серебряный крест, идентичный рыцарскому, но без эмали (эмалью покрыт только медальон с лицевой стороны).
Носится на узкой ленте на груди (в петлице).
Медали ордена
Золотой или серебряный, увенчанный королевской короной, диск. С лицевой стороны: по внешней стороне по окружности надпись KONUNG OCH FÄDERNESLAND («Король и Отечество»), а в центре меч и три короны (как на лицевом медальоне ордена). С оборотной стороны: прямая надпись в три ряда FÖR / KRIGSMANNA / FÖRTJENSTER.
Носится так же на узкой ленте на груди.

## Иллюстрации

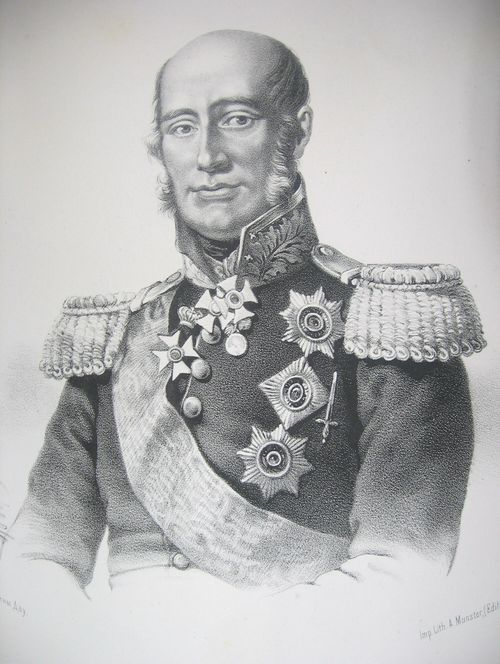
Михаил Богданович Барклай-де-Толли с брошью ордена Меча на груди
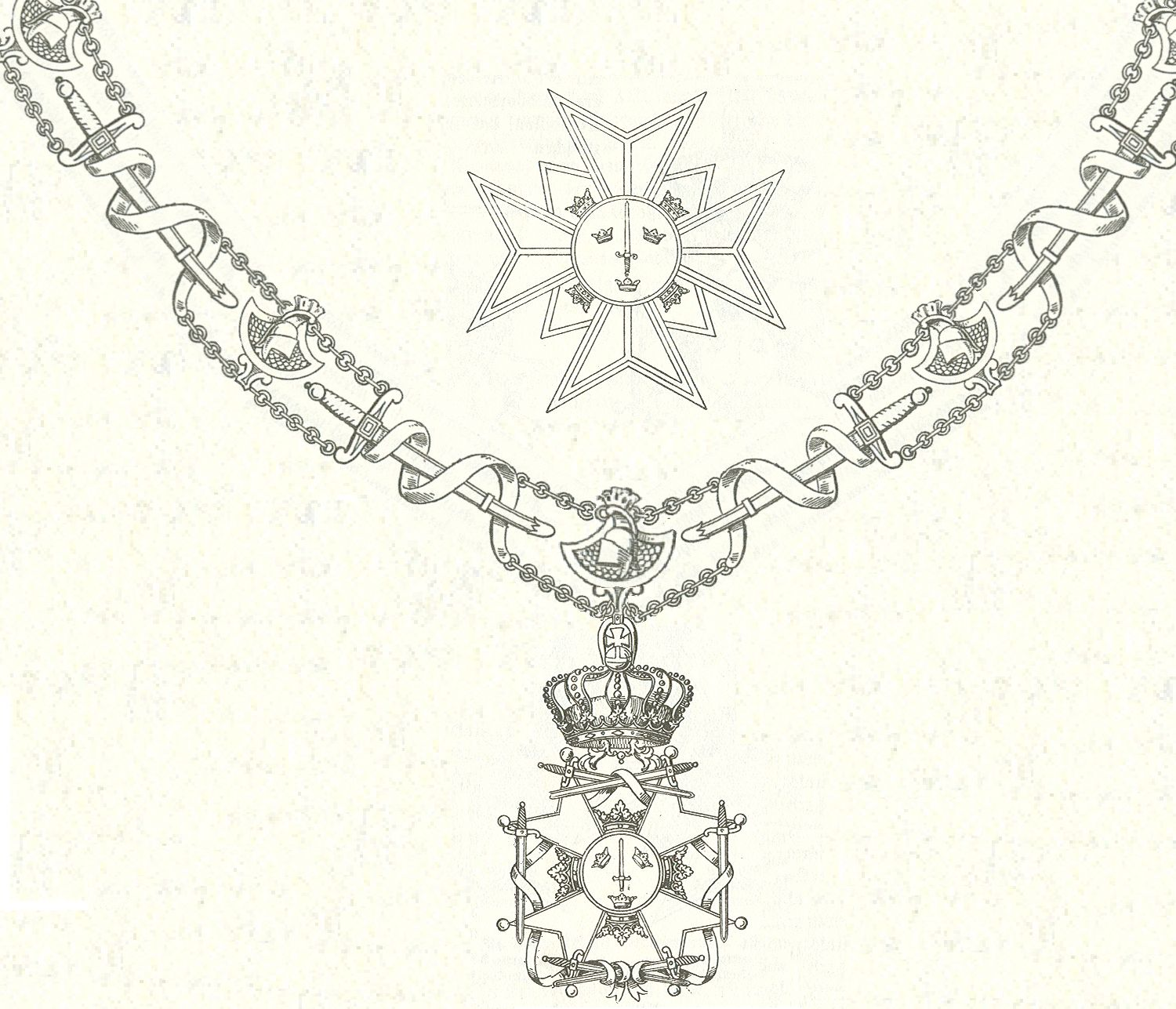
Знак, звезда и цепь ордена Меча Большого креста
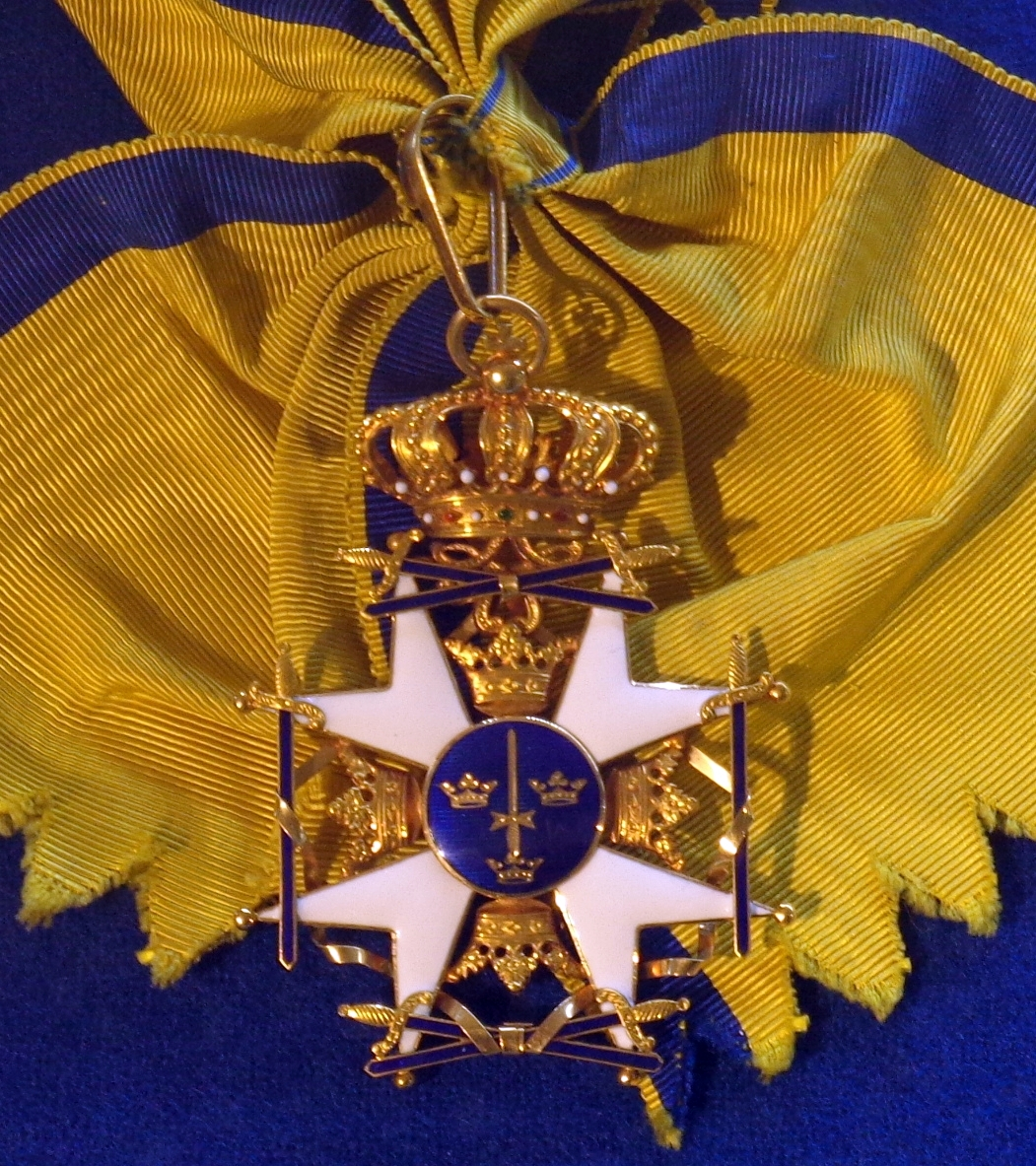
Знак ордена Меча Большого креста на ленте
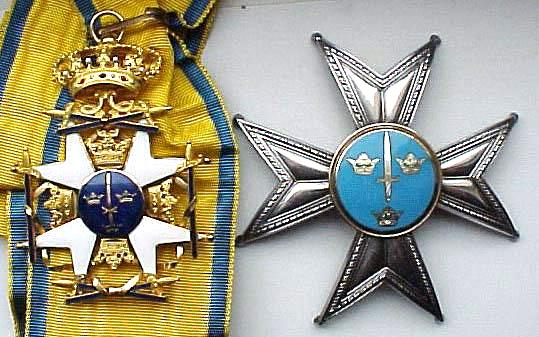
Знак и звезда ордена Меча степени командора I класса
Знак ордена Меча степени командора, реверс. Начало XIX века